# Sant Joan Baptista de Perella
Sant Joan Baptista de Perella era la capella, ara desapareguda, del Castell de Perella i del petit poblat que es creà en el seu entorn, a la comuna de Prats de Molló i la Presta, de la comarca del Vallespir (Catalunya del Nord).
Està situada a prop al nord-est de la vila i al sud-est del Fort de la Guàrdia, just al nord i damunt de la caserna de bombers de Prats de Molló.
Diversos autors, com Josep Maria Gavín han interpretat les ruïnes existents com a pertanyents a la capella de Sant Joan Baptista, però estudis més recents analitzen les restes existents més a fonts i conclouen que són del castell, i no de la capella.